# Mimosa ervendbergii
Mimosa ervendbergii är en ärtväxtart som beskrevs av Asa Gray. Mimosa ervendbergii ingår i släktet mimosor, och familjen ärtväxter. Inga underarter finns listade i Catalogue of Life.